# John Lindley
John Lindley (8 de febrer de 1799 - 1 de novembre de 1865) va ser un botànic anglès.

## Biografia
Lindley va néixer en Catton, prop de Norwich. El seu pare, George Lindley, que regentava un jardí-viver, va anar l'autor de Guide to the Orchard and Kitchen Garden (Una guia per horts i hortes). Es va educar a l'escola de gramàtica de Norwich. La seva primera publicació, el 1819, una traducció del Analyse du fruit (L'anàlisi de la fruita) de L. C. M. Richard, va ser seguit en 1820 per un treball original Monographia Rosarum, amb descripcions de noves espècies, i dibuixos fets per ell mateix.
El 1821 va contribuir amb dos treballs: Monographia Digitalium, i "Observations on Pomaceae", a la Linnean Society (Associació Lineana). Poc temps després va anar a Londres, on es va comprometre amb J. C. Loudon per a escriure una part descriptiva de la Encyclopaedia of Plants (Enciclopèdia de les Plantes).
En els treballs en els quals s'havia compromès (Enciclopèdia de les Plantes) que va completar en el 1829, va arribar a la convicció de la superioritat del sistema "natural" de Antoine Laurent de Jussieu, diferenciant-ho del sistema "artificial" de Linnaeus. La seua convicció va prendre una forma més definida en A Synopsis of British Flora, arranged according to the Natural Order (Una Sinopsi de la Flora Britànica, classificació d'acord amb l'Ordre Natural) (1829) i en An Introduction to the Natural System of Botany (Una Introducció al Sistema Natural de la Botànica) (1830).
Lindley, que era el secretari adjunt de la Horticultural Society (Societat d'Horticultura), des de 1822, va ser designat en el 1829 per a la càtedra de Botànica en la universitat de Londres, que va ocupar fins a 1860. També va donar conferències de Botànica des de 1831 a la Royal Institution, i des de 1836 en el "Jardí Botànic de Chelsea".
Durant el període que va treballar com a professor, va escriure moltes obres, tant científiques com populars. A més va contribuir àmpliament al "Registre Botànic", del que va ser editor durant diversos anys, i al "Cròniques dels Jardiners", en el qual tenia al seu càrrec el departament d'horticultura des de 1841. Va ser membre de les Societats : "Geològica", "Real" i de la "Linneana". Va morir l'any 1865 a Turnham Green.